# Kaštel Lukšić (urbanistička cjelina)
Urbanistička cjelina mjesta Kaštel Lukšića predstavlja zaštićeno kulturno dobro.

## Opis dobra
Povijesna jezgra Kaštel Lukšića formirana je uz utvrđeni ljetnikovac koji na prijelazu iz 15. na 16.st. gradi trogirska plemićka obitelj Vitturi. Uz dozvolu za gradnju ljetnikovca Vitturijevi su preuzeli obavezu gradnje utvrđenog naselja za zaštitu težaka od provala Turaka. Naselje je imalo bedeme s tri kopnene strane. Prestankom ratnih opasnosti naselje se širi izvan granica bedema.

## Zaštita
Pod oznakom Z-3246 zavedena je pod vrstom "kulturno-povijesna cjelina", pravna statusa zaštićena kulturnog dobra, klasificirano kao "urbana cjelina".